# Gesta Hungarorum
Gesta Hungarorum (Деяния венгров) — историческое сочинение на латыни, содержащее информацию о ранней истории венгров. Автор сочинения неизвестен: в тексте он называет себя как Belae Regis Notarius (нотарий короля Белы), но, как правило, именуется в литературе просто Анонимом. Аноним, предположительно, обучался в Сорбонне и на момент написания хроники служил нотарием (писцом) в курии венгерского короля Белы III (1172—1196). Хроника была написана, вероятно, между 1196 и 1203 годами, хотя некоторые учёные утверждают, что автор написал хронику ранее, в XII веке. «Деяния венгров» сохранились в рукописи приблизительно 1200 года, и она была опубликована впервые в 1746 году.
Памятник автору «Деяний венгров», Анониму в монашеской одежде с лицом, закрытым капюшоном, установлен в замке Вайдахуньяд в будапештском парке Варошлигет.